# Jan Molitoris
Jan Molitoris (ur. 4 czerwca 1927 w Kacwinie, zm. 18 października 2020 tamże) – działacz ludowy słowackiej mniejszości narodowej żyjącej na Spiszu, folklorysta, animator, publicysta, społecznik, działacz spółdzielczy, wieloletni przewodniczący Czechosłowackiego Stowarzyszenia Kulturalnego.

## Życiorys
Urodzony 4 czerwca 1927 w Kacwinie. Pochodził z rodziny chłopskiej od wieków osiadłej w Kacwinie na Spiszu, o silnych słowackich tradycjach narodowych. W 1947 wyemigrował do Czechosłowacji. Po ślubie z Kataríną Kolek w 1954 wraca do rodzinnej miejscowości (1955) i aktywnie włączył się do działalności Towarzystwa Słowaków. Od 1957 r. sekretarz Zarządu Koła Towarzystwa Słowaków w Kacwinie. Od 1958 r. sekretarz Zarządu Oddziału Towarzystwa Słowaków na Spiszu. Po Zjeździe Zjednoczeniowym Czeskich i Słowackich Towarzystw w Polsce (Kraków 6-7. 03. 1957),  od 1958 r. – do 1960 r. członek Rady  Gospodarczej Towarzystwa Społeczno-Kulturalnego Czechów i Słowaków w Polsce, z siedzibą władz w Warszawie. Po rozwiązaniu TSKCiS, od 21.12.1961 r., przewodniczący nowo powołanego Czechosłowackiego Stowarzyszenia Kulturalnego w Polsce, z siedzibą władz w Krakowie. Funkcję tę pełnił nieprzerwanie do 1980 r., a następnie w latach 1984-89. VII Zjazd TSKCiS (przyznał mu tytuł honorowego przewodniczącego). Jan Molitoris zmarł 18 października 2020 w swojej rodzinnej miejscowości, w Kacwinie na Spiszu.

## Działalność
W swej działalności społecznej zabiegał o poszanowanie praw słowackiej mniejszości narodowej żyjącej na Spiszu i Orawie, wspierał czytelnictwo słowackie, organizował słowackie świetlice wiejskie, propagował i kolportował miesięcznik słowackiej mniejszości narodowej Život, w którym publikował artykuły dotyczące kultury, szkolnictwa i słowackiego ruchu folklorystycznego na Spiszu. W latach 1968 – 1984 prowadził słowacki zespół folklorystyczny w Kacwinie, udzielał się w Ochotniczej Straży Pożarnej w Kacwinie, Komitecie Budowy Szkoły w Kacwinie, Kółku Rolniczym oraz Banku Spółdzielczym w Łapszach Niżnych. Inicjator budowy Domu Kultury Słowackiej w Kacwinie.

## Odznaczenia
- Srebrny Krzyż Zasługi (1965)
- Odznaka „Czynu Społecznego” (1968)
- Odznaka „Za Zasługi dla Ziemi Krakowskiej” (1970)
- Złoty Krzyż Zasługi (1974)
- Medal Za Zasługi” dla TSKCiS
- Odznaka Zasłużony Działacz Kultury (1977)[6]
- Krzyż Kawalerski Orderu Odrodzenia Polski (1979)[7]
- Medal Czterdziestolecia Polski Ludowej (1984)
- Złoty Medal Czechosłowackiego Towarzystwa Międzynarodowego za Rozwój Przyjaźni i Współpracy z CSR (1987)
- Medal Macierzy Słowackiej (1988)
- Medalem Uznania Ministra Kultury Republiki Słowackiej (1990)
- Srebrnym Medalem Macierzy Słowackiej (2017).